# 國歌條例

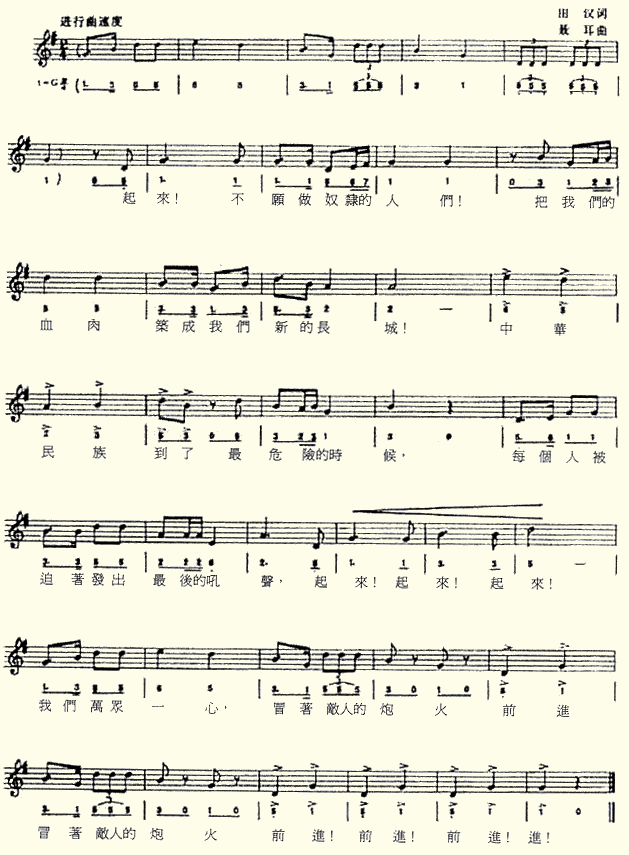
《義勇軍進行曲》，中華人民共和國的國歌

國歌條例（英語：National Anthem Ordinance）是香港的一部刑事法例，主要內容有：限制了演奏中華人民共和國國歌《義勇軍進行曲》的樂譜必須是標準化的鋼琴譜或管弦樂譜，「篡改國歌歌詞或國歌曲譜，或以歪曲或貶損的方式奏唱國歌」者最高處3年監禁。本法對應2017年《中华人民共和国国歌法》，於2018年3月開始在香港社會討論，2020年6月12日實施。

## 背景

### 英殖時代
行政會議成員湯家驊曾在2022年在社交平台表示，在英殖時期的香港「殖民地時代看電影要唱英國國歌、觀眾要起立，今天不用了。」文中表達在1997年主權移交後，香港社會更加自由，及表達對國安法的支持

### 體育政治化
中港矛盾在2015年波及體育。2015年6月8日在足球世界盃外圍賽前夕，中国足协發布海報嘲諷香港足球隊使用歸化的「黑皮」和「白皮」令球隊显得「有层次」，一时之間中港的體育被政治化，露骨的种族歧视促使中国足协道歉，但不获谅解，6月16日香港足球隊對陣馬爾代夫賽前奏中華人民共和國國歌時，香港足球觀眾报以嘘声。香港足球觀眾在2015年9月對卡塔爾隊、2015年11月對中國隊再次噓中華人民共和國國歌。。有觀點認為，去政治化的体育比賽本身不该有国歌的。

### 2017年：中國國歌法
《中華人民共和國國歌法》在2017年10月1日在內地實施，該法要求參與者在奏唱國歌期間肅立。違反新法的人，包括篡改歌詞或在不適合的場合下嘲笑或奏唱國歌將遭到拘留15天或面臨刑事控告。
2017年11月4日，第十二届全国人大常委会第三十次会议决定，将《中华人民共和国国歌法》纳入《香港特别行政区基本法》附件三。為了符合基本法第18條2款，列入基本法附件三的全國性法律將通過香港特別行政區在當地公佈或立法實施。
就本地立法，香港的免费电视台主流频道（港台電視31、翡翠台、香港開電視、ViuTV）亦会根据香港特区政府和通讯事务管理局规定，在晚间18点档新闻时段开始前以《心系家国》宣传片的形式播放国歌。此外，香港的一些收费电视台和卫星电视台（如有线新闻台、凤凰卫视资讯台）也会在晚间的部分整点新闻时段开始前播放国歌。

## 立法過程

### 首讀之前
2018年3月8日，消息透露國歌法在香港本地立法不會諮詢公眾，相關的立法原則3月底會交由香港立法會討論。政府傾向把內地國歌法的內容寫入香港本地立法，包括在法例寫明將國歌教育納入中小學課程。有小學校長質疑是否必要立法。3月16日，香港政制及内地事务局向立法会提交國歌法本地立法文件，该文件披露，草拟草案的建议内容中，订明应由行政长官规定奏唱国歌的场合、列明奏唱时出席者须肃立庄重、中小学生须学唱及了解国歌历史、持牌电视台及电台须按牌照条款播放政府宣传国歌的宣传片和声带，以及禁止公开及故意篡改国歌歌词、禁止以歪曲贬损方式奏唱国歌或以其他方式侮辱国歌、不得将国歌用于商业用途等行为。同时规定，违法者即属犯罪行为，可被罚款5万港元及监禁三年。据香港政制及内地事务局指出，为配合《国歌条例草案》的立法工作，将在2018年第二季度推出政府宣传短片及声带，以宣传国歌背景以及奏唱国歌时应当遵守的礼仪。香港特区政府预计2018年7月可完成草案首读，有关文件不会涉及立法细节，只提及立法原则及方向。同年底，立法會議員毛孟靜認為不必要在宣誓時播放，多一事不如少一事。
2019年1月8日，香港行政會議起草了國歌法草案，兩週後提交至立法會。香港的《國歌條例》本地立法與內地《國歌法》稍有不同，而非直接搬字過紙，除保留全國性法律的立法原意外亦按香港實際情況作修訂。例如第一條提到要維護國歌尊嚴、弘揚愛國主義精神、培育和踐行社會主義核心價值觀等，由於香港實行資本主義制度，所以香港《國歌條例》草案刪去社會主義字眼；又例如內地《國歌法》提到中小學應將國歌作為愛國主義教育重要內容等，香港草案不會用上愛國主義字眼，但保留中小學需教國歌、了解國歌精神和歷史，並遵守奏唱國歌禮儀；在中小學推廣的國歌教育將會以教導形式為主，不會有罰則，以釋教育界疑慮；外交活動和軍隊奏唱國歌禮儀分別由外交部和中央軍事委員會規定的條文，也因外交、國防事務非香港自治範圍而在港版《國歌條例》中刪去。此外，政制及内地事务局局长聂德权也就歌手李克勤原唱的《球迷奇遇记》和黎明的《全日爱》（因部分歌词和曲谱与国歌相近，被指贬损国歌）以后是否不得演唱的相关问题回应时表示，两首歌曲并非以国歌为蓝本改动，没有任何问题。同月條例草案經首讀後，立法進度被泛民主派議員打斷，之後進一步因反對逃犯條例修訂草案運動導致的社會不穩停滯不前，直至7月休會。

### 立會內會拉布
2019年10月復會後，建制派議員李慧琼卸任內務委員會主席以參與重選。公民黨議會郭榮鏗自此以副主席身份署任委員會主席。泛民主派立法會議員自此進行「拉布」，以拖延其他議程，包括擴大香港警察在立法會大樓的權力或在2019冠狀病毒病期間立法會的運作，並成功拖延重選主席。由於內務委員會必須先行選出主席方可討論法律，國歌法有效地遭到阻擋。

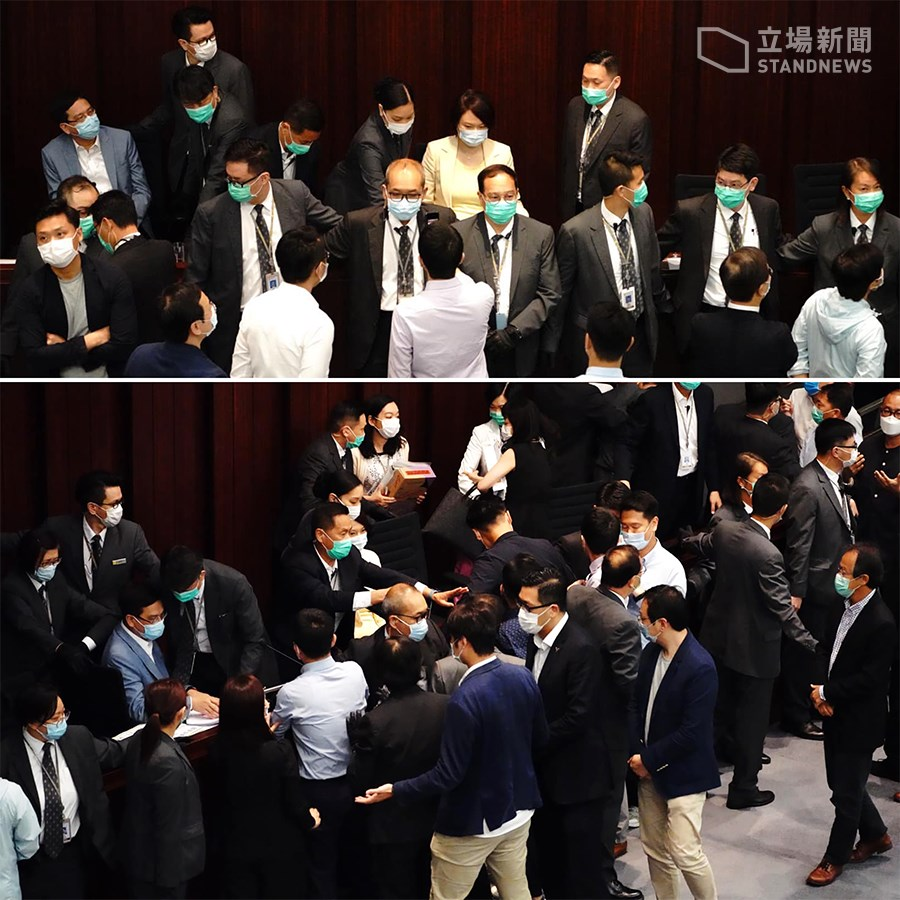
2020年5月8日李慧琼佔據香港立法會委員會主席位置，並獲得保安員及其他建制派議員保護

2020年5月8日，李慧琼宣佈以主席身份結束數個月的立法僵局，並佔據了委員會主席的空椅，並強調她在2019年擔任主席。建制派議員和保安員在委員會會議上牽制泛民主派議員，李慧琼敦促議員返回座位，並稱「我沒有奪權，我是內務委員會現任主席」。隨後爆發混戰，至少一名泛民主派議員受傷。最終多數泛民議會自行離場。李慧琼及立法會法律顧問馮秀娟指出李慧琼可以因應泛民主派長達6個月的拉布而無法選出主席的不正常狀態擔任主席。香港監察總監指「現時立法會的僵局是破碎系統的直接結果，代表大多數的民主派唯一的策略是拉布」。報導指李慧琼傾向將不尊重中國國歌的行為刑事化，並傾向重新引入23條國家安全法。
2020年5月12日，政務司司長張建宗去信民建聯立法會議員李慧琼，希望李能在5月27日恢復《國歌條例》等十條法案的二讀辯論，更指希望能優先處理《國歌條例》。隨後李慧琼對張建宗的提議表示同意。公民黨立法會議員陳淑莊認為優先處理《國歌條例》二讀辯論是政治考慮。

### 三讀後生效
2020年5月27日，立法會恢復二讀辯論《國歌條例草案》，引發24日的遊行和27日香港多區的示威活動。翌日獲得二讀通過，期間立法會議員許智峯傾倒腐爛盆栽，傳出惡臭。
2020年6月4日，立法會審議《國歌條例草案》期間，人民力量陳志全及議會陣線朱凱迪在主席台前潑灑惡臭液體抗議，並指控梁君彥充當「橡皮圖章」，又指他所做的行為將遺臭萬年。會議廳其後傳出臭味，立法會代主席李慧琼驅逐兩人離場及暫停會議，消防及警方到場調查。最終同日下午，立法會在混亂中用了僅30秒極速通過三讀：42名建制派議員當中41名投票贊成；23名民主派議員中1人反對（鄭松泰），其餘離席抗議；1票棄權（梁君彥）。
6月11日，行政长官林鄭月娥簽署《國歌條例》，6月12日刊憲生效。

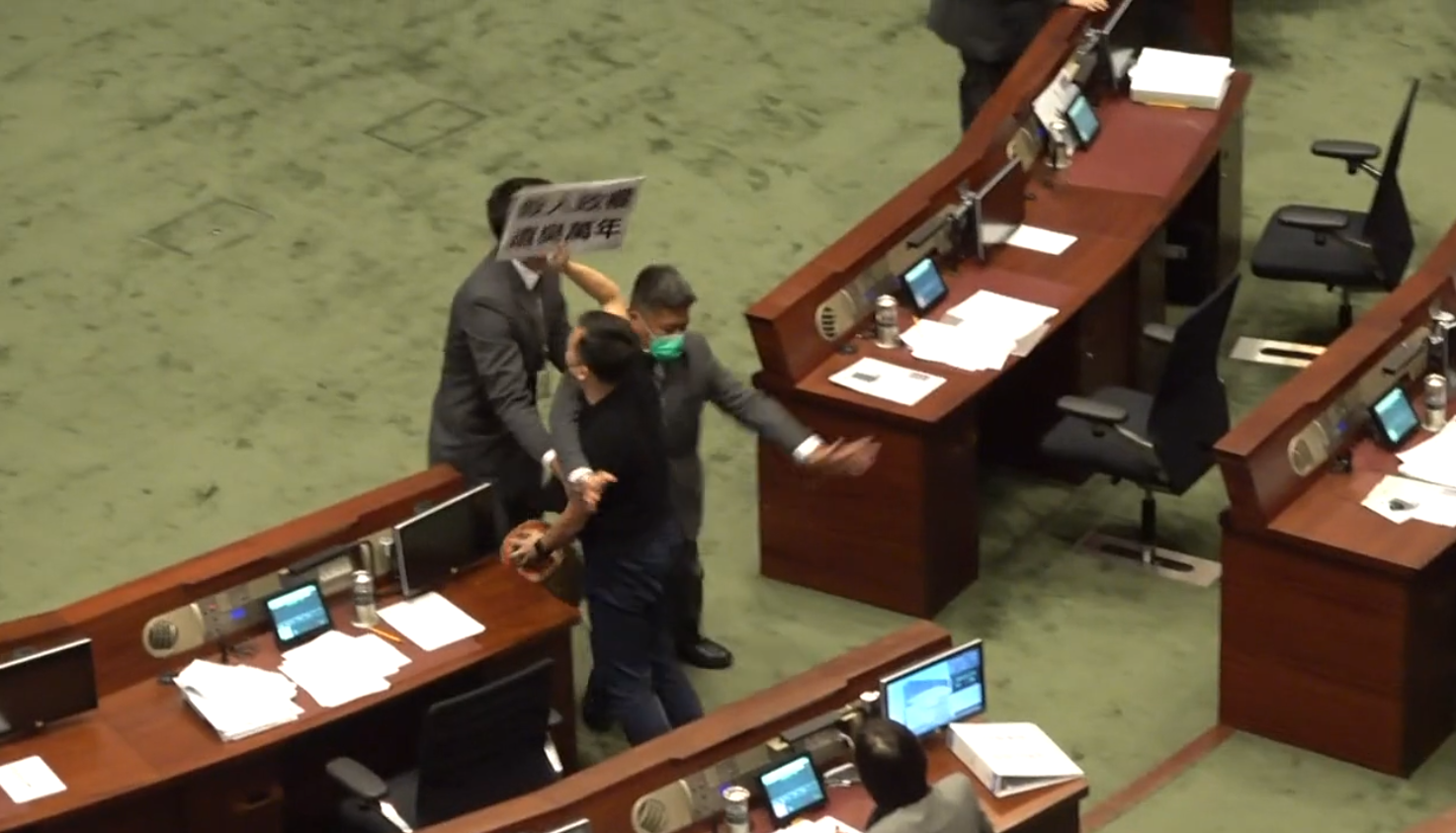
人民力量陳志全手持一個膠樽衝向主席台，有液體潑灑在地上，隨即傳出臭味，被保安阻止並帶離會議廳
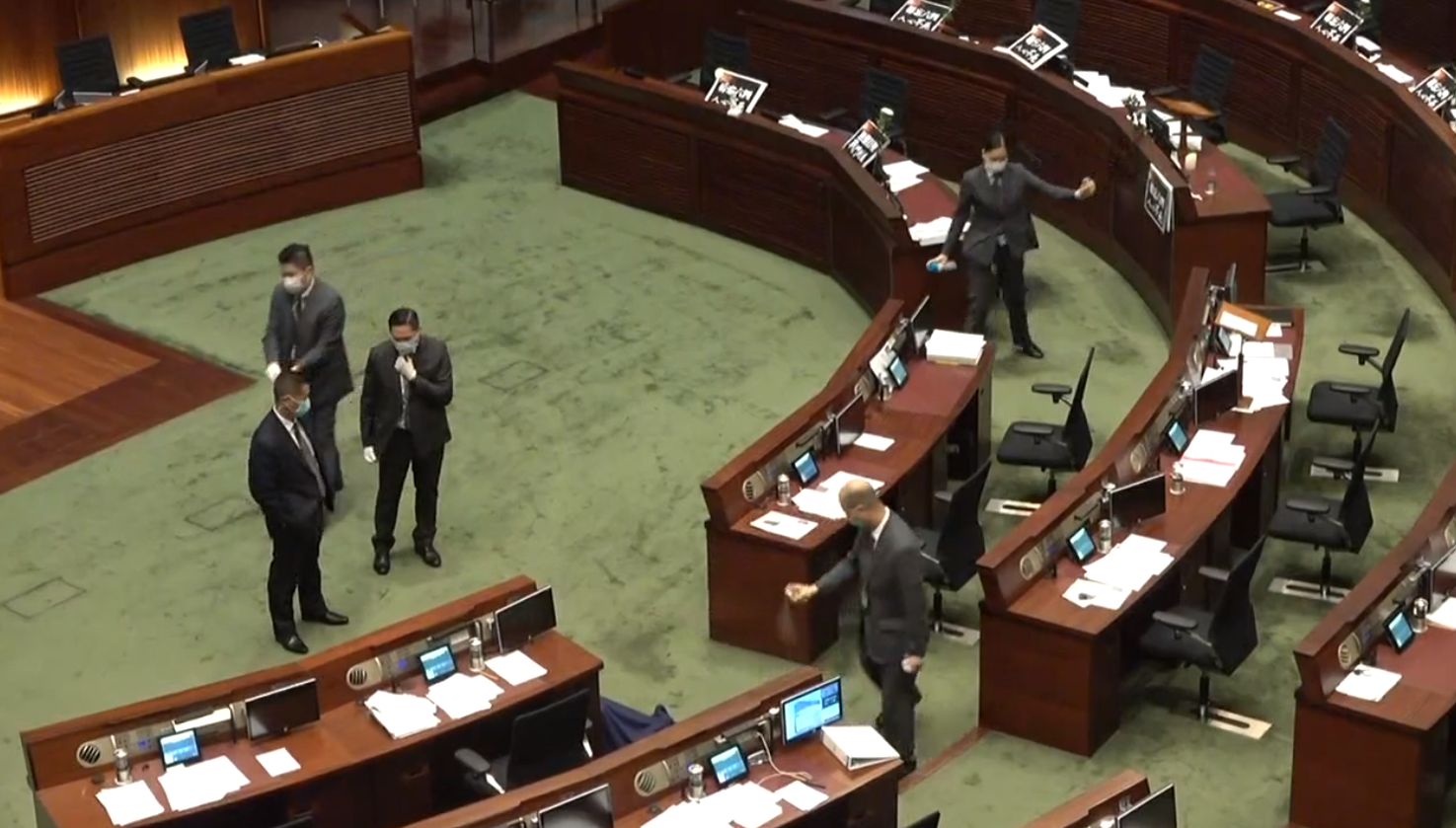
保安在現場噴灑空氣清新劑
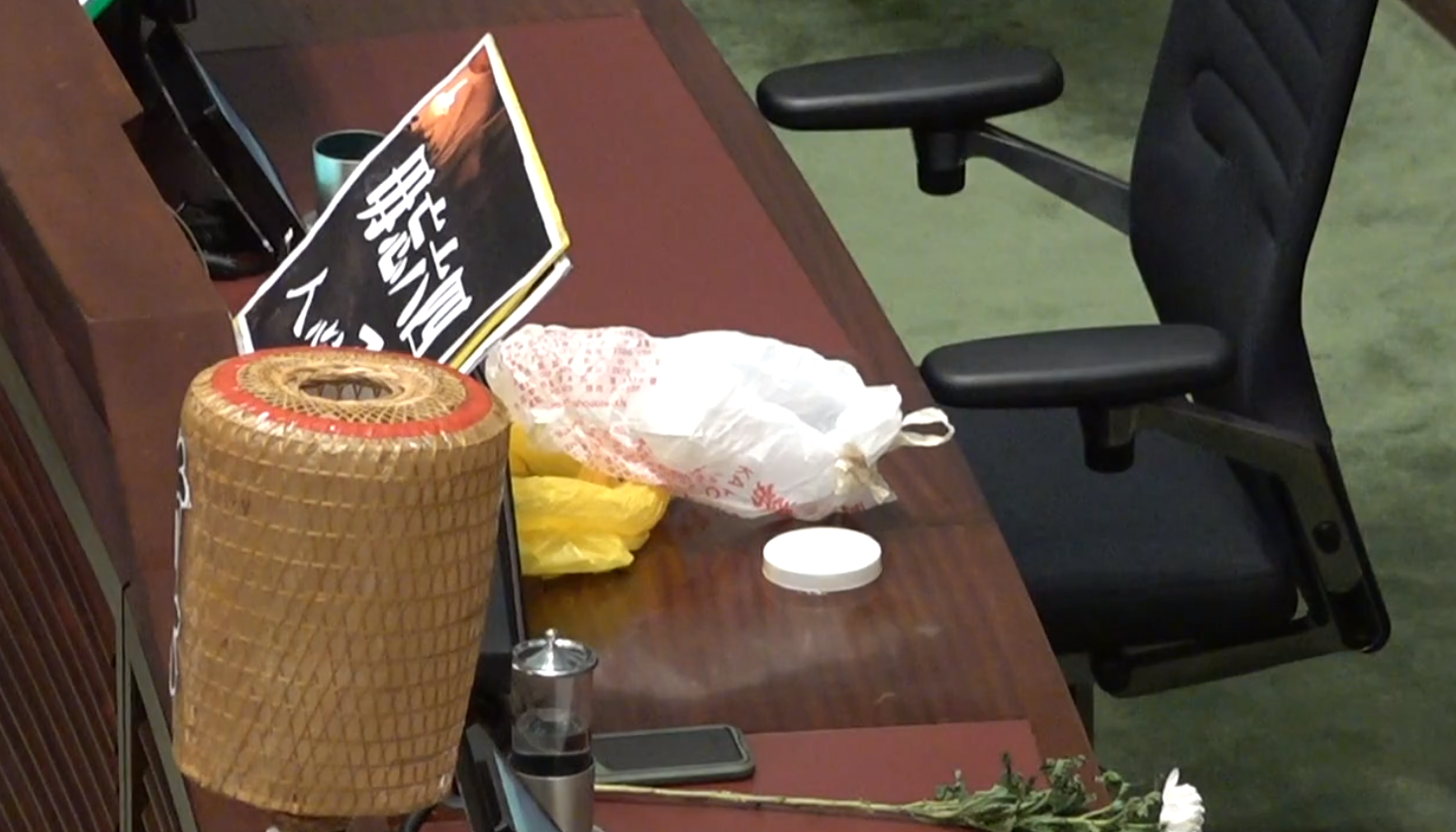
檯上的竹籮(祭祀燈籠)
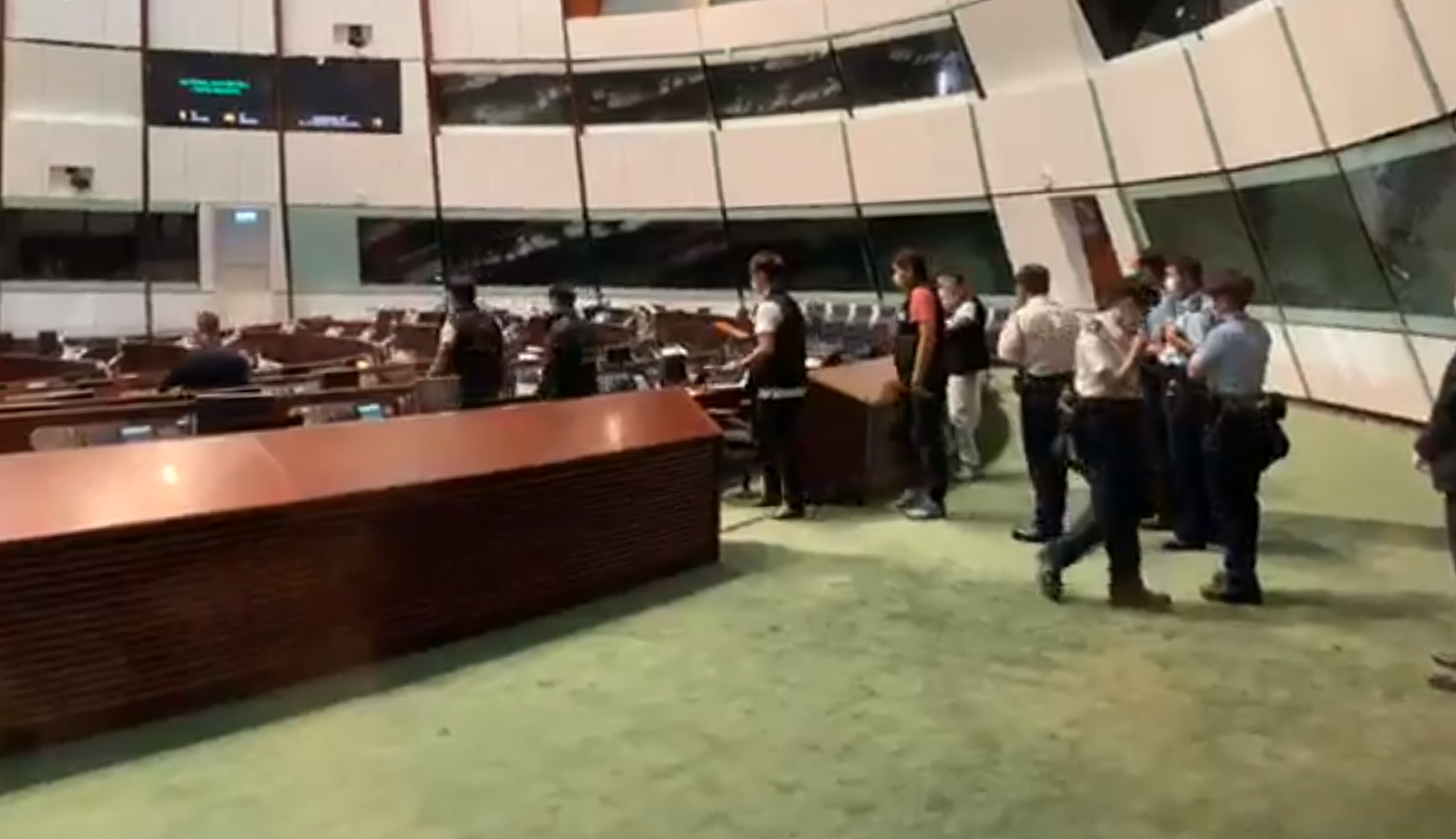
秘書處報警後，警員到場處理
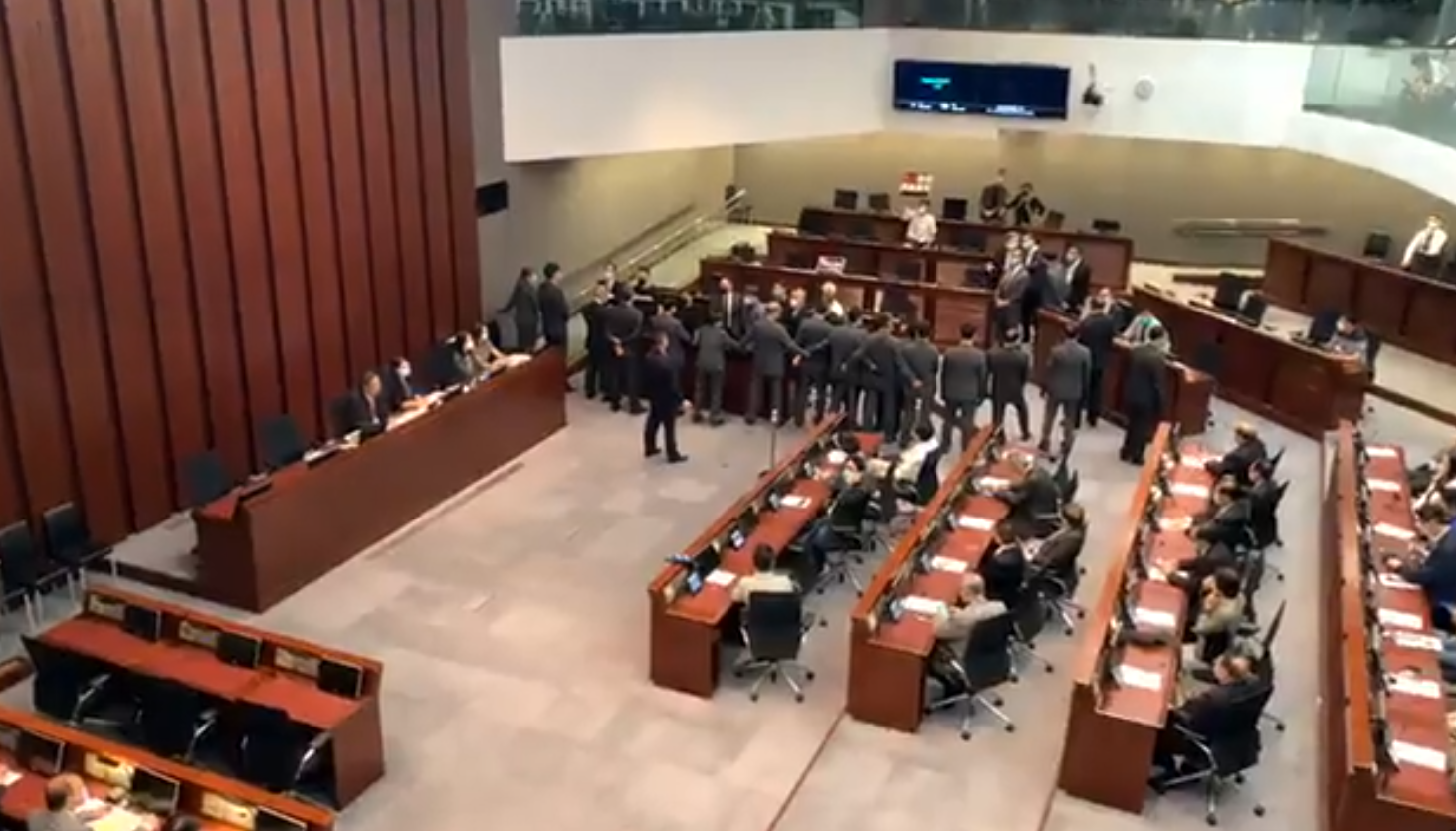
在國歌法三讀表決期間，多名保安築成人牆阻止民主派議員

### 條文正文
條例分為6個部分。
1. 第1部分是解釋和定義國歌及國旗。
2. 第2部分列出奏唱國歌的規定和奏唱國歌的場合，例如要求出席奏唱國歌場合的人在奏唱期間「肅立和舉止莊重」。
3. 第3部分描繪國歌的保護。該條例禁止市民在特定場合使用國歌，例如作商業用途或背景音樂。同時禁止市民以任何方式侮辱國歌，包括篡改歌詞或以歪曲、貶損方式奏唱。
4. 第4部分強調國歌的推廣。該部分要求中小學教育必須將國歌列入課程內，包括奏唱、歷史和對國歌的禮儀。同時亦要求所有聲音廣播和電視節目在通訊事務管理局要求下播放國歌。

## 評論

### 支持
中共中央總書記習近平在2017年初就國歌立法發表講話，全國人大常委會高度重視此立法工作。
行政长官林郑月娥声明若列入香港基本法附件三，会依照基本法第18条进行本地立法，类似《中华人民共和国国旗法》和《中华人民共和国国徽法》的情况，并称法律是“理所当然”，港人不应有过敏反应。對於要求回應關注、白紙草案和公開諮詢，行政長官林鄭月娥駁斥並指「我不理解為何有人堅持使用『公眾諮詢』的用詞」，並稱該用詞只是一個標籤。她同時堅稱法案將只會針對故意侮辱國歌的人，其餘人士不用擔心。
建制派议员廖长江指，国歌是宪法确立的国家象征及标志，尊重国歌是市民应有之义，强调香港有宪制责任立法，并指有人将《国歌条例草案》扭曲成限制言论自由、意图洗脑的恶法，令市民造成恐惧，认为香港有宪制责任为已经纳入基本法附件三的《国歌法》进行本地立法。他表示，相关条例草案争议不大，但社会有人因为不了解草案而出现疑虑，被人煽动出现恐惧心理。
经民联成员梁美芬认为，當今的社會形勢與2003年不可同日而語，在國際形勢的威迫下，香港內憂外患，成為國家的安全隱患，中央頒布「港版國安法」實乃迫不得已！既要挽救香港，不要陷入攬炒派設下的圈套，更要向內地14億人民交代。張華峰認為，身為中國人，所以支持《國歌條例草案》，全世界人都尊重自己國歌，偏偏本港有人噓國歌，認為政府提出最高監禁3個月的刑罰合適，民主派不應將國歌法妖魔化。
民建联议员葛珮帆表示《国歌条例草案》是“一国两制”重要的展示，反对国歌法本地立法将违反立法会议员誓言，希望揽炒派能明白在本地立法能有更清晰的法律可依从。
工聯會陸頌雄認為，噓國歌行為令中國人蒙羞，傷害中國人感情，又指國歌紀念抗日歷史，《國歌條例草案》並非「刷鞋」。

### 反對
香港眾志創黨成員黎汶洛认为「覺得國歌只是一個象徵意義，如果我們看歌詞內容，我們是要去對抗不公義，受壓迫時去反抗，如果是跟這個意思，應該採取行動回應社會不公義的事；如果奏國歌時不能示威，便不能夠行使示威、集會等基本公民權利。」而公民黨立法會議員陳淑莊则担忧其内容模糊性会钳制言论自由。
香港大學法律學院講師张达明等一些法律界人士指出由于涉及到拘留等香港没有的罚则，该法应以本地立法的形式实施，而不是政府直接颁布全国性法律。張達明又指政府計劃的國歌法「意識形態」和「指導」的規定包括要求中小學必須教導學生奏唱和了解《義勇軍進行曲》的歷史是完全偏離普通法的常態。在法律的中國大陸版本，「中小學須將國歌視為教育愛國主義的重要元素，組織學生學習奏唱國歌，並教導學生國家的歷史和精神，以及觀察演奏和歌唱國家的禮儀」。張達明稱若有規定卻不懲罰違法者，將會出現故意進行違法行為，並損害法律的嚴肅性和莊嚴性。
香港眾志秘書長黃之鋒認為，這法例「從根本上說，擬議的立法是將中國民族主義強加於香港人」，並且「充滿了模糊的條款，有待解釋和可能會濫用。」理工大學助理教授鍾劍華表示，要教育學生嚴肅莊重地唱國歌，要他們在唱國歌時激發愛國熱情，只是中共計劃中改造香港人觀念意識的頭盤。劉康認為，既然中國不斷踐踏香港人，所以香港人不需要尊敬中國，亦不需要向「中國暴政象徵物」獻上敬意，又認為這法例是「惡法」，不單止沒有增加民眾福祉，反而更侵害民眾幸福。朱凱廸新西團隊立法會議員朱凱廸認為，這法例最危險的元素，就是以法例強逼人民對一個自己未必認同的政權象徵效忠，剝奪香港人不表態的權利，又認為這法例無必要地干預學校和立法會，侵犯學校和立法會的自主。
香港社運人士韓連山指，中共領導人和香港官員不去反省為何出現球場「噓」國歌現象，不去研究為何七成年輕人不信任中国政府的現況，不檢討暴政下居民反抗的必然後果，反而要立法、用刑罰，威嚇市民莫陷囹圄，從根本就是倒行逆施、弄巧成拙。戴耀廷認為，當一個政權，為了令人民順服及尊重它，不是做好自己的工作以取信於民，也不是讓人民有權直接決定政權的更替，而要依靠嚴刑峻法去壓制人民的言論自由，甚至思想自由，已顯示這政權的本質是威權。
法政匯思蔡麒稱期望所有侍應和顧客在餐廳內的電視上聽到國歌時肅立是不切實際的，並建議電視台應該停止播放以避免爭議。香港大學法律學院首席講師張達明亦指規定一個人站立不切實際。他同時稱「如果你要跟從中國大陸的意識形態和社會主義的表達方式相當可怕」。

## 案例
2021年7月26日，中国香港代表团击剑运动员张家朗在东京奥运会男子个人花剑赛夺得金牌，当日数百名市民聚集于观塘apm商场收看现场直播。网络上出现了现场播放张家朗领奖及奏中华人民共和国国歌时，有多名市民在奏国歌时发出嘘声及高呼“We are Hong Kong”的片段。香港警方东九龙总区刑事部将展开调查，包括会检取商场闭路电视纪录作跟进。香港资深大律师汤家骅早前表示，嘘国歌的行为或触犯《国歌法》。其后一名网媒记者因在直播奥运颁奖典礼、奏中国国歌期间，挥动“港英旗”，现场有嘘声，被指侮辱及轻蔑国歌，判囚3个月，成为本法生效后被定罪的首例。
2022年11月13日，亞洲七人欖球系列賽南韓站，主辦方將《願榮光歸香港》當作「香港國歌」（the Hong Kong national anthem）播放，香港特區政府對此表示不满，隨後主辦方致歉並保證類似情況不會再次發生。11月14日，香港特别行政区政府表示香港警方已对赛事错播国歌展开调查。据香港特区政府新闻公报称，案件由香港警方有组织罪案及三合会调查科负责。警方会就事件是否涉及违反《国歌条例》或其他香港法律，包括香港国安法，依法严肃跟进。
2023年7月5日，被告鄭榮進（27歲）在東區法院被裁定侮辱國歌罪成。他被控於2021年7月26日在香港以任何方式公開及故意地侮辱國歌；他另被控一項侮辱區旗罪的交替控罪，指稱被告於同日同地，公開及故意以玷污或踐踏的方式侮辱區旗。案情有關被告於2021年7月26日，中國香港代表團劍擊運動員張家朗在東京奧運會奪取金牌的片段中的中華人民共和國國歌編輯成《願榮光歸香港》，並將相關影片公開發放至YouTube，而影片的權限在2022年7月轉為「不公開」，用戶在其後只能透過超連結觀看相關影片。裁判官屈麗雯將案件押後至同年7月20日判刑，以待為被告索取背景報告。（案件編號：ESCC1366/2022)
2024年6月7日，世界盃亞洲區外圍賽昨晚在香港大球場舉行，由香港對伊朗，在比賽前，球場上按照慣例播放中華人民共和國國歌，香港3名市民因背向球場或沒有起立，被以「侮辱國歌」，涉嫌違反國歌條例，被警方帶走並拘捕。

## 外部連結
- 立法會參考資料摘要 - 《國歌條例草案》（页面存档备份，存于）